# Albert Constantin Swoboda
Albert Constantin Swoboda (* 3. September 1853 in Wien; † 7. Januar 1941 ebenda) war ein österreichischer Architekt des Historismus.
Swoboda studierte an der Wiener Technischen Hochschule (u. a. bei Heinrich Ferstel) sowie um 1875 an der Akademie der bildenden Künste Wien (Meisterschule Theophil Hansen), mit welchem er 1876 auch eine Reise nach Griechenland unternahm. 1878–1880 war er Angestellter der Baufirma Rudolf Fray (Mitarbeit am Sankt Marxer Zentralviehmarkt). Um 1880 erfolgte eine Studienreise nach Odessa, wo er auch beruflich tätig wurde. Hier und im Russischen Reich sammelte er Erfahrungen im orientalisch-maurischen Stil.
Swoboda entwarf zahlreiche Häuser in Wien und der Donaumonarchie. Auch an der Ausstattung des Wiener Central-Bades wirkte er mit und zeichnete insbesondere für die Detailplanung und die Innenausstattung des Wiener Bades verantwortlich. Als Spezialist für Badeanlagen errichtete Swoboda dann noch weitere Einrichtungen dieser Art in Marburg und Pressburg. Bis auf das Wiener Bad wurden alle diese Anlagen im Laufe der Zeit abgerissen. Er wurde am Wiener Zentralfriedhof bestattet.